# Мамлеев, Дмитрий Фёдорович
 Дми́трий Фёдорович Мамле́ев  (12 сентября 1929, Коканд — 2 февраля 2012, Москва) — советский и российский писатель, журналист.

## Биография
В 1953 году окончил юридический факультет Ленинградского государственного университета.
С 1955 года работал собственным корреспондентом газеты «Известия».
В 1978—1988 годах — первый заместитель главного редактора газеты «Советская культура».
В 1988 году назначен первым заместителем председателя Госкомиздата СССР, одновременно занимал должность первого заместителя главного редактора газеты «Известия».
В 1991—2002 гг. был председателем правления «Российского фонда мира»
Был женат на народной артистке СССР Кларе Лучко (1925—2005).
Отпевание прошло 4 февраля 2012 года в церкви Петра и Павла. Похоронен на Донском кладбище в Москве.

## Сочинения
- Герои звёздных трасс. Очерки. 2-е доп. изд. — М., 1963.
- Размышления у Бранденбургских ворот. — Сборник; М., 1964.
- Олимпийский репортаж. Очерки. — М., 1965 (в соавт.).
- Борщ на берегу Нигера. — М., 1968.
- Олимпийские репортажи. — М., 1969 (в соавт.).
- Звёздный час Монреаля. — М., 1976 (в соавт.).
- Вопрос мирового порядка. — М., 1984.
- Такая разная планета. — М., 1984.
- Остров на парусах (о знаменитом ленинградском кораблестроителе Герое Социалистического Труда Василии Александровиче Смирнове). М.: Советская Россия, 1986 г. 175 с.
- Далёкое-близкое эхо (мемуары). — М., 2008. 605 с. ISBN 978-5-9697-0600-2

## Награды
- орден «За заслуги перед Отечеством» IV степени (06.03.2001)[2]
- орден Трудового Красного Знамени (13.03.1967)[3]
- орден Дружбы народов (11.09.1979)[3]
- орден «Знак Почёта»[3]
- медаль А. С. Пушкина (1998 год, Международная ассоциация преподавателей русского языка и литературы)[4].